# Palazzo Nuovo (Belgrado)
Il Palazzo Nuovo (in serbo Нови двор, Novi Dvor) è un palazzo storico della città di Belgrado, capitale della Serbia.

## Localizzazione
Il Palazzo Nuovo si trova nel centro di Belgrado, nel quartiere di Andrićev Venac nella municipalità di Stari Grad. Sorge di fronte al Palazzo Vecchio, sede dell'Assemblea cittadina, mentre il Parco dei Pionieri lo divide dalla Piazza Nikola Pasić, dove sorge il Parlamento serbo; sul suo lato ovest corre la via Kralja Milana, una delle principali arterie della città.

## Storia
La prima pietra del Palazzo Nuovo fu posta il 14 settembre 1911 dal re Pietro I che ne commissionò il progetto all'architetto Stojan Titelbah (1877 - 1916).
Le Guerre balcaniche prima e la prima guerra mondiale poi, ne interruppero la costruzione; durante gli eventi bellici fu anche seriamente danneggiato dai bombardamenti. I lavori ripresero al termine delle ostilità sotto la direzione dell'architetto Momir Korunović, e l'opera fu conclusa nella primavera del 1921, mentre le decorazioni dell'interno, affidate all'impresa francese Beziers furono ultimate nel 1922.
Re Alessandro I vi si insediò nel 1922 e vi soggiornò fino al 1933, quando preferì trasferire la corte nel Palazzo reale del quartiere di Dedinje, ultimato nel 1929. Il Palazzo Nuovo, dopo l'abbandono da parte del sovrano, venne trasformato in un museo, intitolato al Principe Pietro, inaugurato il 18 gennaio 1936, che conteneva, al pian terreno, collezioni greche, romane e medievali, nel seminterrato, esposizioni di fotografia, e al primo piano, opere di pittori jugoslavi del XVIII e XIX secolo. Durante la seconda guerra mondiale, l'edificio fu bombardato e lasciato in stato di abbandono fino a 1948, quando fu trasformato, prima in tribunale e poi nella sede del parlamento jugoslavo. Per adempiere meglio alle nuove necessità, il palazzo fu rimaneggiato ampiamente tra il 1948 e il 1950 dall'architetto Milan Minić.

## Architettura e arte

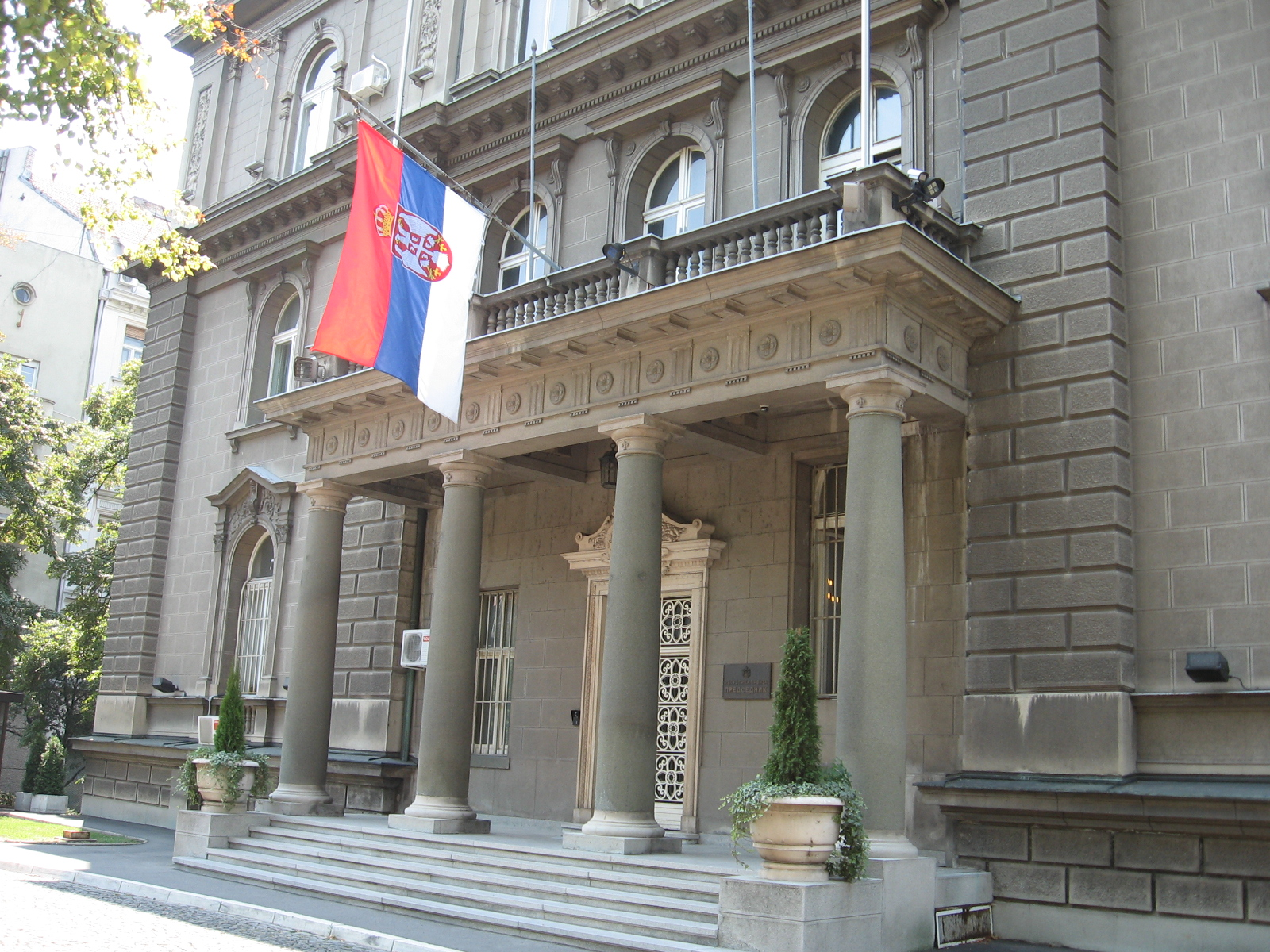
Entrata laterale

L'edificio del Palazzo Nuovo fu disegnato nello stile accademico, con elementi neorinascimentali e barocchi. Si sviluppa su quattro piani ed caratterizzato dalla presenza della cupola angolare, tipica degli edifici serbi del periodo successivo alla Prima guerra mondiale. Costruito nel luogo dove sorgeva il Palazzo del Principe Milan, costruito da Miloš Obrenović durante il suo secondo regno, è stato disegnato in modo tale che si armonizzasse col vicino Palazzo Vecchio da cui lo separa un piccolo giardino. L'entrata principale è in direzione del Palazzo Vecchio: la facciata è divisa in due grandi registri, il primo al livello del pian terreno, decorato in maniera molto severa a grandi blocchi di pietra, e il secondo, racchiuso da un colonnato jonico dietro cui si aprono le finestre del primo e secondo piano. L'entrata principale si apre in un grande vestibolo che dà accesso ad uno scalone monumentale che raggiunge il primo piano dove erano gli appartamenti reali. Al primo piano si accede anche attraverso l'entrata secondaria sul lato che dà sul Parco dei Pionieri, ad est. Gli arredi scelti per le stanze erano di gusto francese, negli stili Luigi XIV, Luigi XV e Luigi XVI.
All'interno del Palazzo sono custodite ed esposte 169 opere d'arte di 119 autori autori, principalmente serbi o di uno dei Paesi dell'ex Jugoslavia, raccolte in gran parte negli anni quaranta e cinquanta del XX secolo.